# Невенка Пушкаревић
Невенка Селак (рођена Невенка Пушкаревић, Сомбор, 3. априла 1952) је бивша југословенска и српска гимнастичарка.
Као чланица Гимнастичког друштва Сомбор, постала је вишеструка шампионка Југославије, Србије и Војводине. Селак је доследно постизала врхунске резултате и у појединачној конкуренцији. Представљала је Југославију на међународним такмичењима од своје 16. до 21. године.
Један од њених најзначајнијих успеха било је 10. место на Светском првенству у спортској гимнастици 1970. у Љубљани. Поред тога, учествовала је на Летњим олимпијским играма 1972. у Минхену.
Рођена је и живи у Сомбору, а и даље је, чак и у 71. години, активна у физичким активностима.